# جيرهارد أرماور هانسن
جيرهارد هينريك أرماور هانسن (29 يوليو 1841 – 12 فبراير 1912) هو طبيب نرويجي يذكر ويعرف باكتشافه لبكتيريا الفطرية الجذامية عام 1873 معامل مسبب لمرض الجذام.

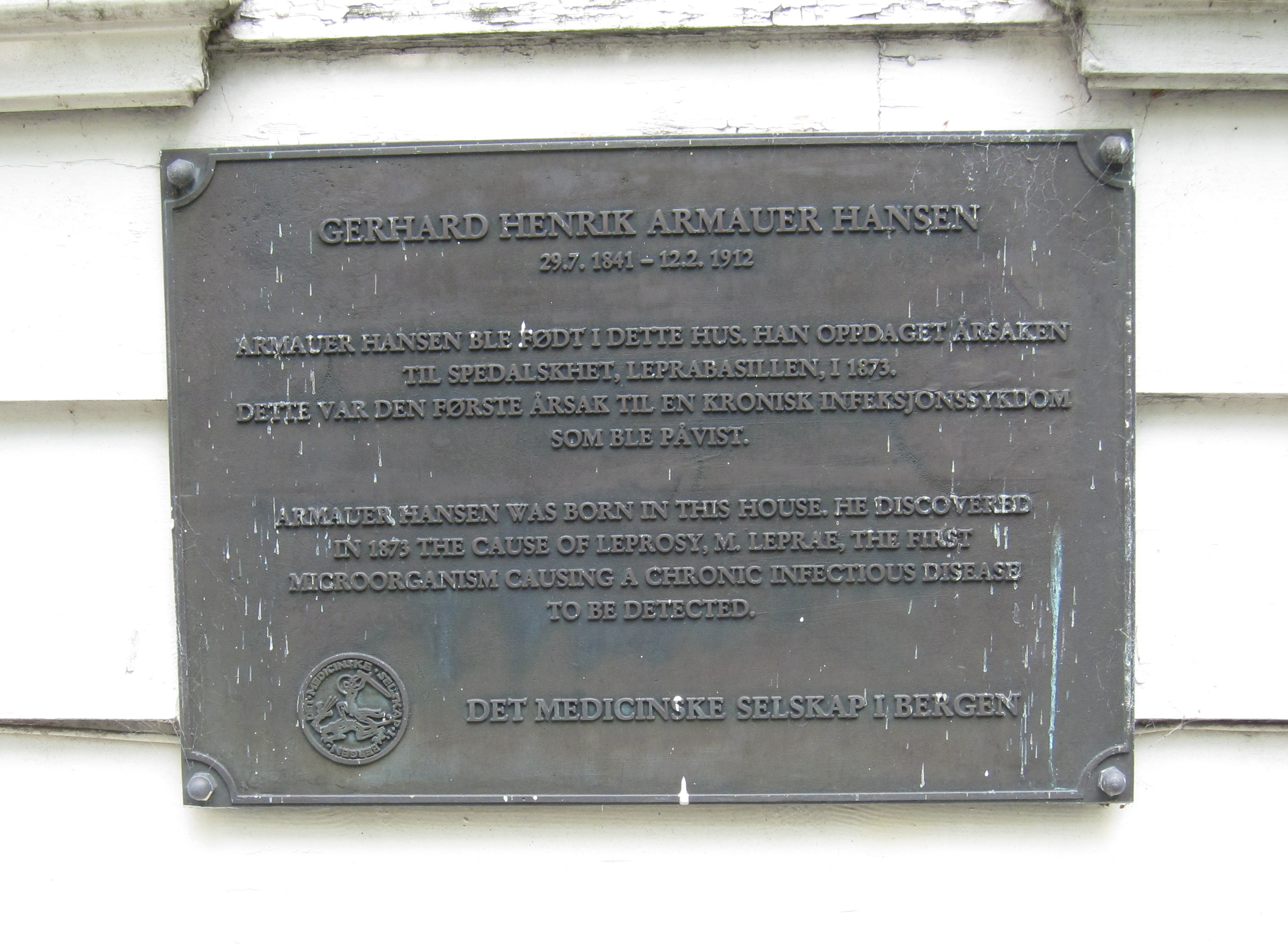
"أرماور هانسن قد ولد في هذا البيت",شارع كروكن, برجن.

## روابط خارجية
- جيرهارد أرماور هانسن على موقع الموسوعة البريطانية (الإنجليزية)